# Seldschukisches Jagdlandhaus (Kemer)

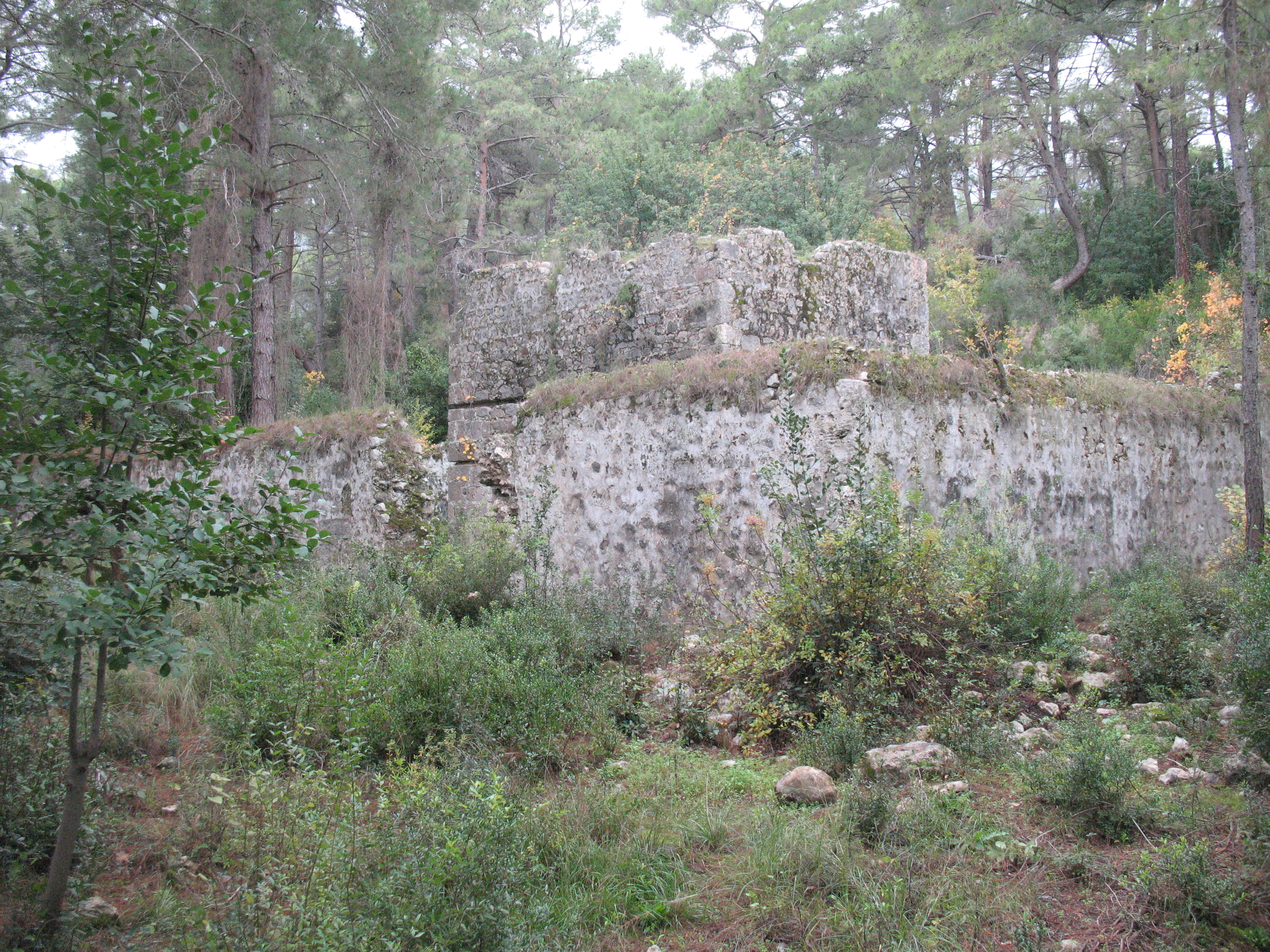
Seldschukisches Jagdlandhaus

Das Seldschukische Jagdlandhaus (türkisch Selçuklu Av Köşkü) ist eine Ruine im Waldstück an der Verbindungsstraße zwischen Antalya und Kumluca in der Türkei. Die Entstehungszeit des Gebäudes wird auf die Zeit zwischen 1230 und 1248 datiert. Es ist eines von drei bekannten seldschukischen Jagdlandhäusern, das einzige seldschukische Bauwerk der Region und ein besonderes Beispiel der türkisch-islamischen Kunsttradition. Der Aufgang zum Dach ist an der Decke mit dem Hexagramm-Motiv verziert, das auch im Wappen des Fürstentums Tekelioğlu vorkommt, und ist durch seinen guten Zustand ein wertvolles Beispiel der Architektur in der seldschukischen Periode.

## Lage
Das Bauwerk befindet sich gegenüber der ersten Einfahrt nach Kemer und direkt hinter der örtlichen Wache der Gendarmerie. 

## Beschreibung

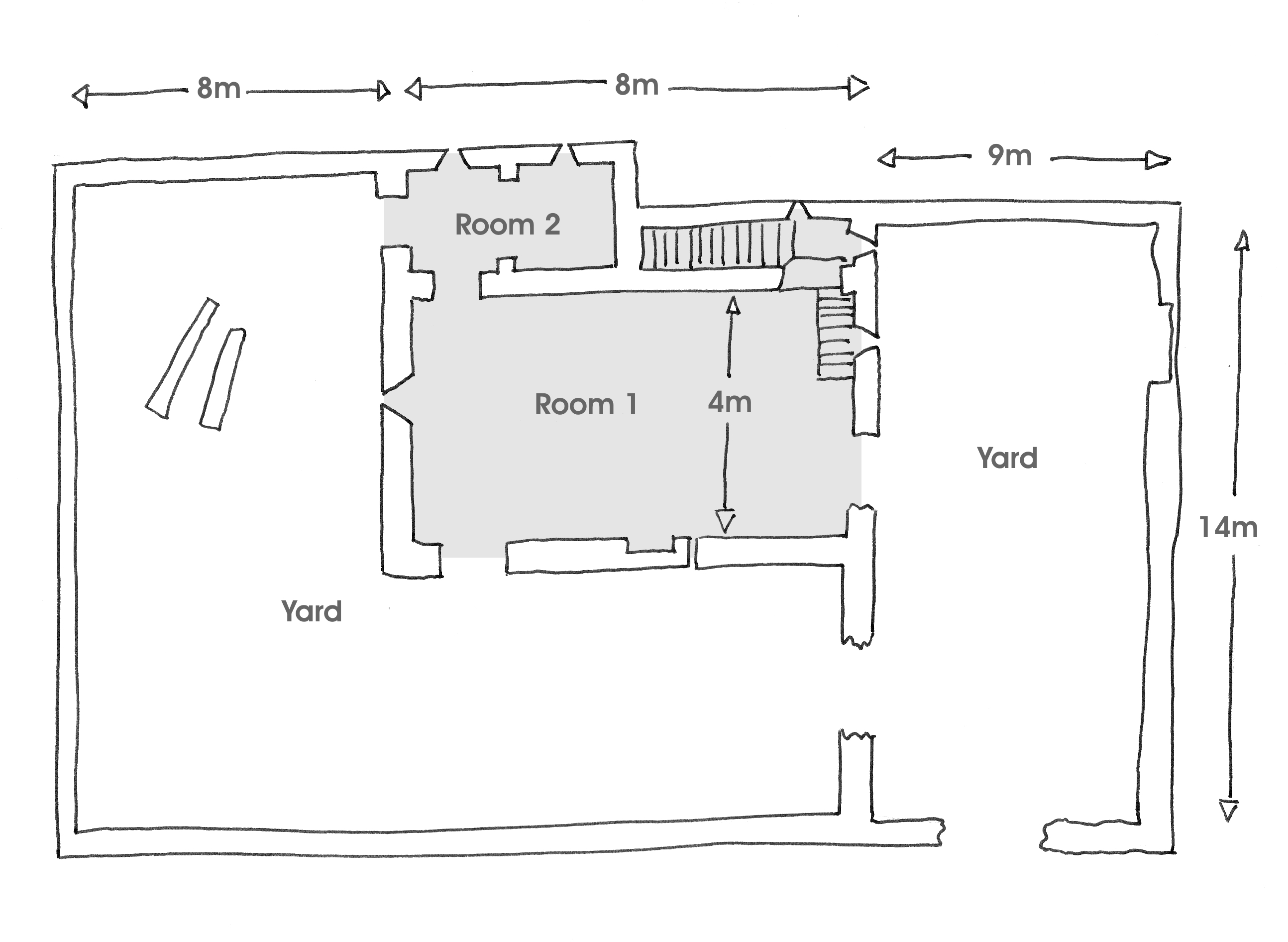
Übersicht

Das Grundstück der Anlage ist etwa 25 m lang, zwischen 14 m und 15 m breit und verfügt somit über eine Fläche von etwa 360 m². Es ist von einer etwa 3 m hohen Mauer umgeben. Ein Eingang ist nicht klar erkennbar, obwohl ein Teil der Mauer mit der Größe eines Eingangs fehlt. Es gibt zwei Innenhöfe, die ebenfalls durch einen Durchbruch in der Trennwand miteinander verbunden sind. 
Das Gebäude hat eine Fläche von etwa 45 m² und verfügt über zwei Räume und einen Treppenaufgang. Die baldachinartige Decke des Treppenaufgangs ist  aufwändig verziert. Das außen flache Dach ruht auf einem runden Tonnengewölbe. Die Wände sind mit Schießscharten versehen.
Im großen Hof liegen zwei antike Säulen.

## Neuere Geschichte

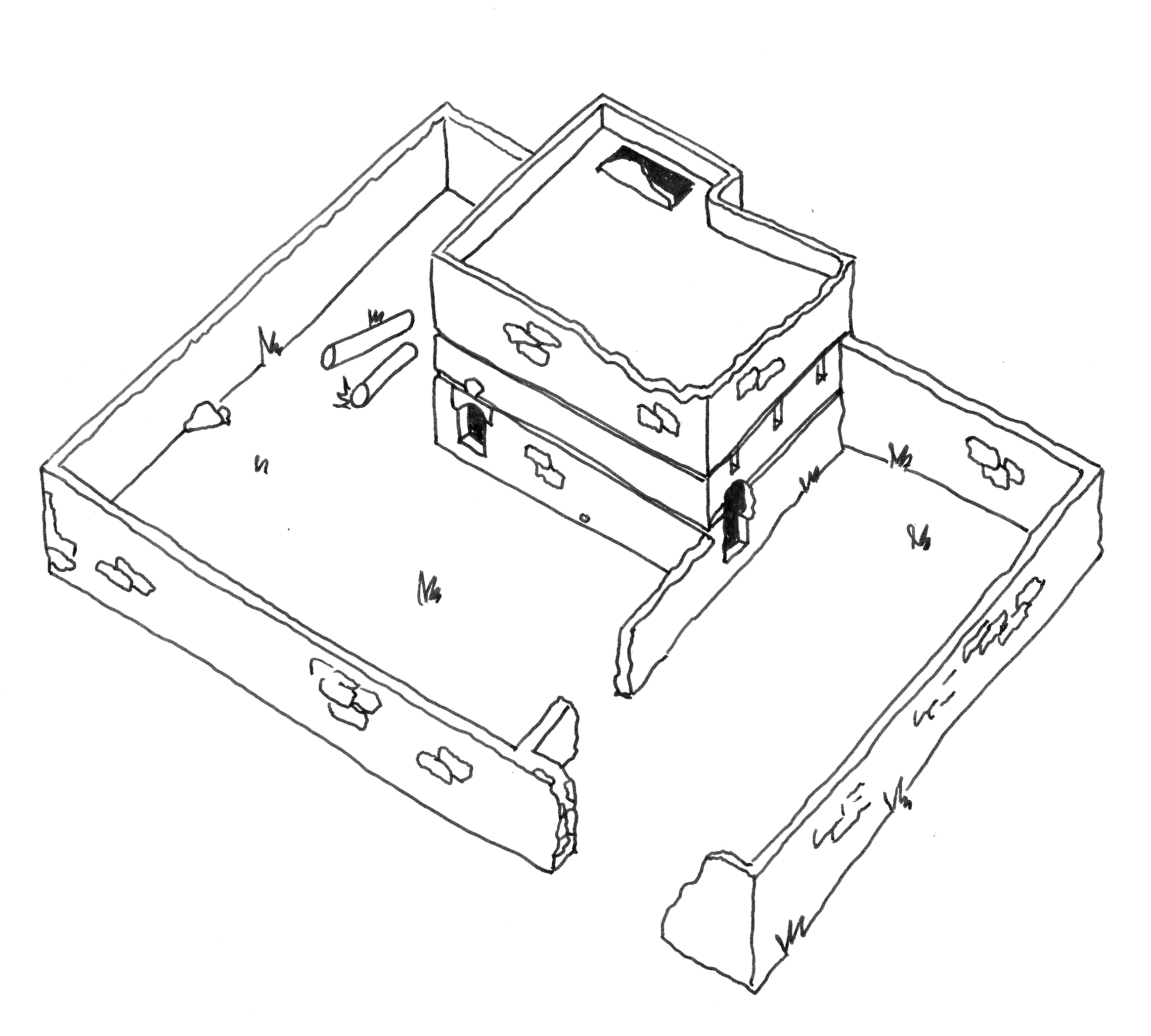
Aufsicht

Die Anlage wurde im Jahr 2000 von einem finnischen Turkologen entdeckt.  
2013 wurde vonseiten des Rats für den Erhalt von Kultur- und Naturschätzen (Kültür ve Tabiat Varlıklarını Koruma Kurulu) ein Budget von 55.000 TL für Restaurierung und Instandhaltung  bereitgestellt, um die Anlage im Anschluss über eine öffentliche Ausschreibung für 10 Jahre zu verpachten. Der Plan sieht die Nutzung der Anlage als Tagesausflugsziel vor.
Im Mai 2014 beklagte der lokale Historiker Ramazan Kar, dass wegen fehlender Erschließung der Ruinen regelmäßig illegal nach Antiquitäten gegraben würde und dieser Umstand unbedingt unterbunden werden müsse.
Im Juni 2016 fand die öffentliche Ausschreibung des Regierungsbezirks Antalya zur Restaurierung der Anlage innerhalb von 300 Tagen statt.

Im Januar 2017 wurden die begonnenen Restaurierungsarbeiten unterbrochen, weil sie angeblich nicht ordnungsgemäß vorgenommen worden seien. Gleichzeitig ergaben Untersuchungen von Mörtelproben, dass die Anlage etwa zwischen 1925 und 1930 schon einmal ausgebessert wurde. Außerdem sollte der Plan, der den Schutz des Bauwerks vor Erdbeben und klimatischen Einflüssen vorsah, ein weiteres Mal überarbeitet werden.

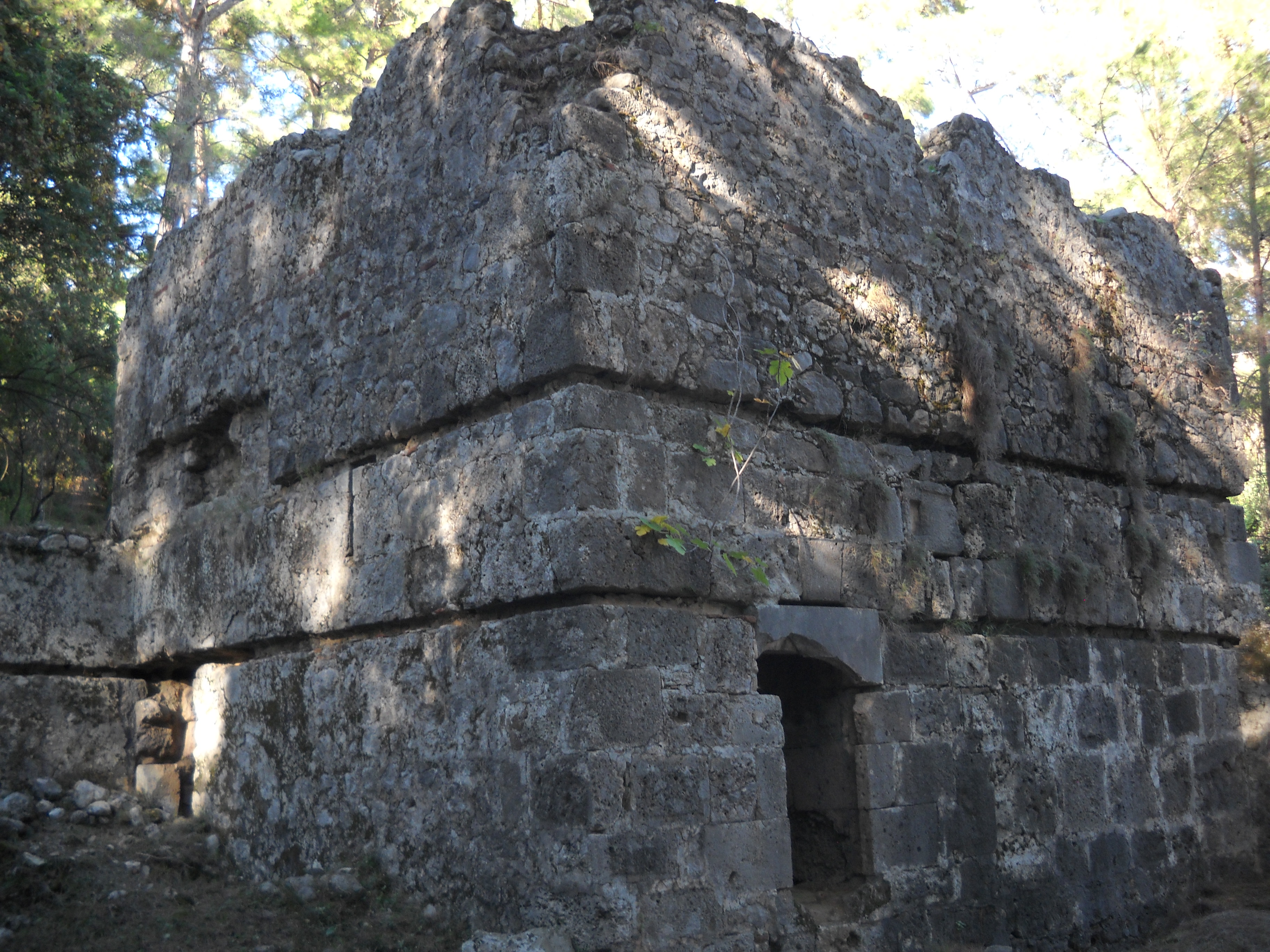
Außenansicht, aufgenommen innerhalb der Gartenmauer
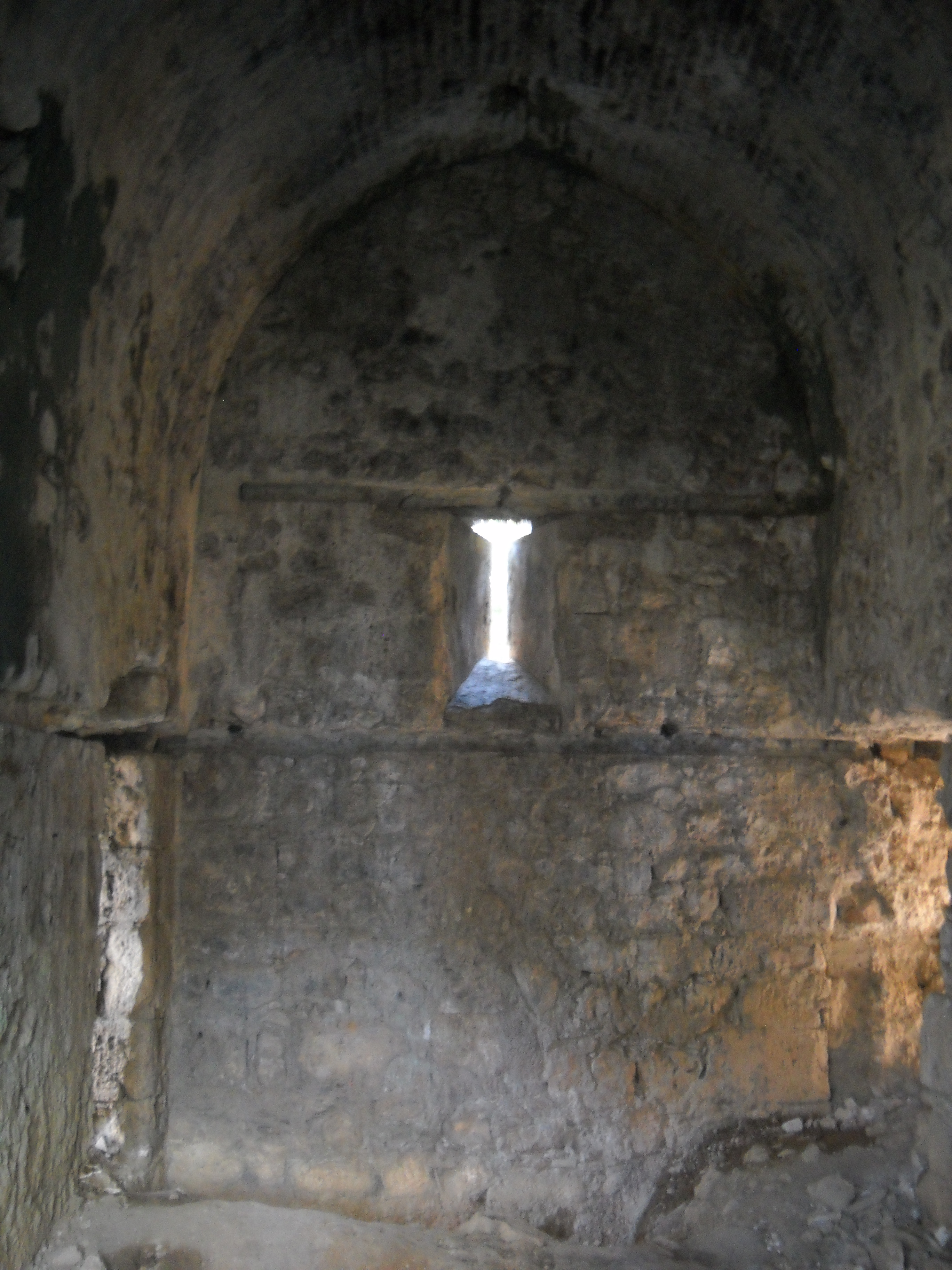
Stirnwand
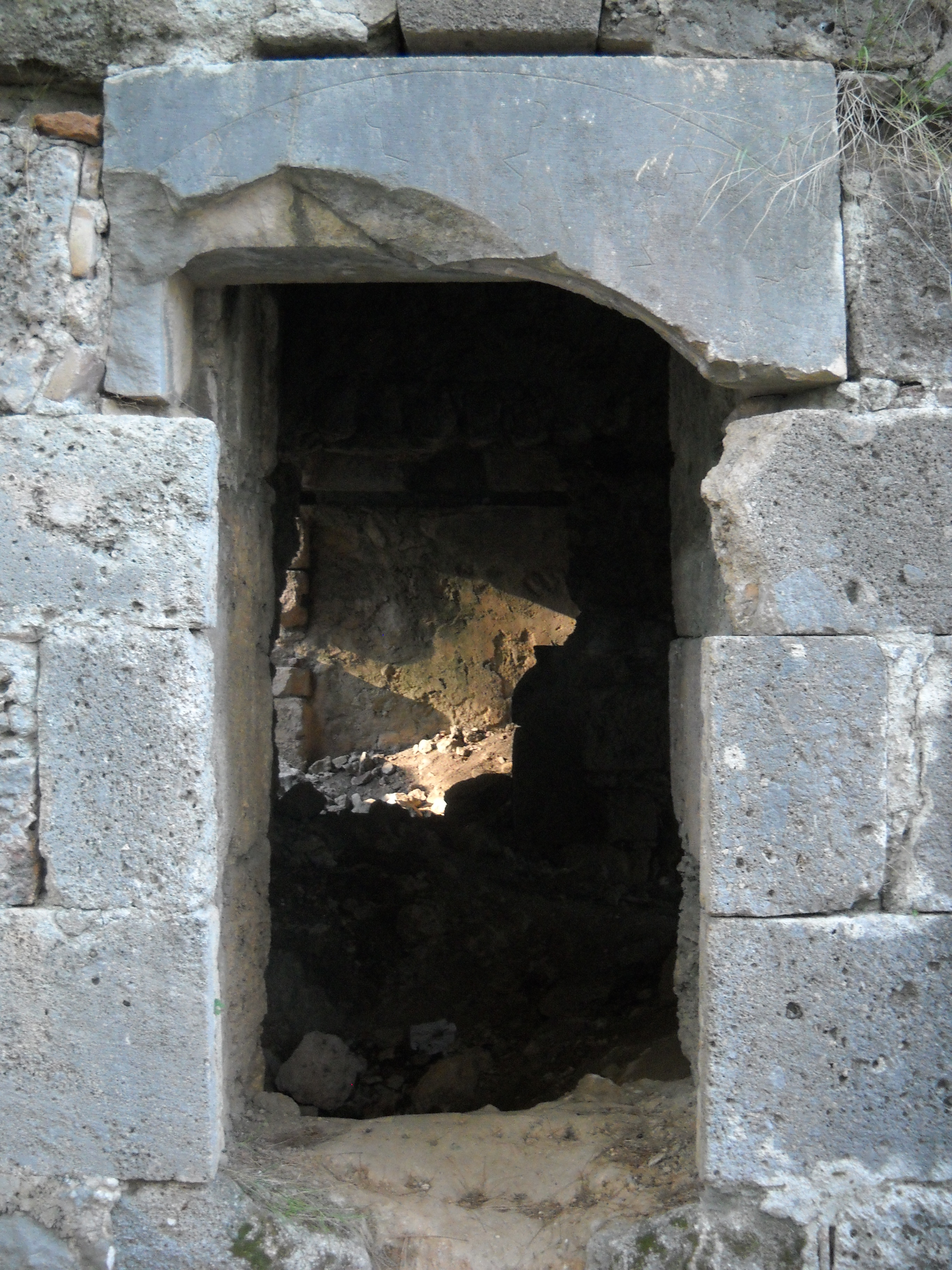
Eingang
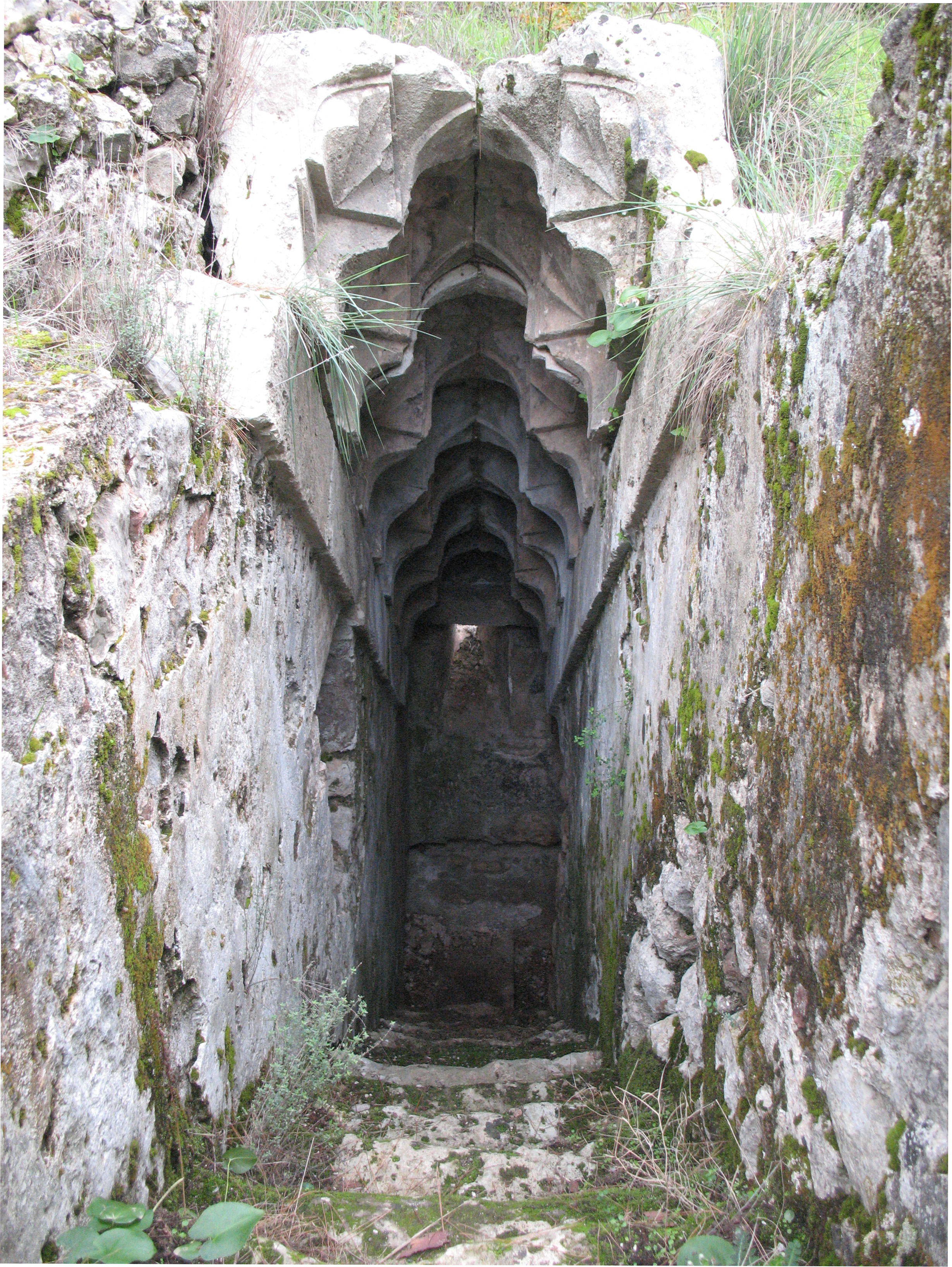
Treppe zum oberen Geschoss